# Baasskap
Le Baasskap (afrikaans pour « domination du maître ») est une pratique de discrimination raciale consistant à établir des rapports hiérarchiques de maître (Blanc) à serviteur (Noir) dans la vie quotidienne. Cette pratique s'est instaurée en Afrique du Sud dès le XVIIe siècle mais n'a pris ce nom qu'au XXe siècle. Elle induit que l'homme blanc doit toujours être le chef.
Contemporaine à partir du XIXe siècle de la pratique discriminante du Colour bar britannique, le baasskap fut remplacé progressivement par la « politique de développement séparé des peuples » (ou « des races ») connue sous le nom d'apartheid dont le but était d'institutionnaliser la ségrégation raciale au plus haut niveau, mais surtout de mettre en place au sein de l'Afrique du Sud des états nationaux (bantoustans) réservés aux populations noires.
Le baasskap, bien qu'en théorie incompatible avec la politique d'une séparation géographique et sociale absolue selon le concept développé par l'anthropologue Werner Max Eiselen, fut néanmoins maintenu et intégré dans la législation à la suite de l'impossibilité de séparer géographiquement et définitivement les populations.
Les partisans du baasskap constituaient au début une faction dominante, mais pas unique, au sein du parti national et de l’État. Ils privilégiaient une politique devant assurer la domination politique, économique et culturelle des Afrikaners, y compris dans le monde des affaires et la fonction publique. Cependant, ils n'étaient pas forcément opposé à la participation des Sud-africains noirs à l'économie si ce travail était contrôlé de manière à préserver la domination économique des Afrikaners. Plus suprémacistes que d'autres artisans de l'apartheid comme Eiselen ou Verwoerd, ils étaient hostiles à toute mixité raciale et étaient favorables à l'abolition de la franchise électorale du Cap.

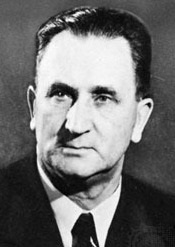
Johannes Strijdom qui a appliqué le baaskap

Johannes Strijdom, premier ministre d'Afrique du Sud de 1954 à 1958 fut le principal partisan de la pratique du Baasskap.

Maintenu sous Hendrik Verwoerd, le concept fut définitivement abandonné sous le gouvernement de John Vorster au profit de la lutte contre le communisme, mais son esprit maintenu en pratique dans les relations sociales.